# I shall be released
「I shall be released」（アイ・シャル・ビー・リリースド）は、PAMELAHの4枚目のシングル。1996年2月21日に発売。

## 概要
ミュージックビデオは、2番が省略されたショートサイズとなっているものしか公開されておらず、フルサイズはないものと思われる（シングル曲でMVがフルサイズでないのはこの曲のみ）。また、ミュージックビデオで使われた音源とシングル盤では、アレンジが異なっている。

## 収録曲
1. I shall be released
作詞：水原由貴　作曲・編曲：小澤正澄
この曲の歌詞について水原は、「いままで恋愛ものが多かったんですけど、今年（1996年）の一発目はちょっと違う感じにしたいなと思って、そういうのじゃないのにしてみました」と語っている。
2. そばにおいで
作詞：水原由貴　作曲・編曲：小澤正澄
3. I shall be released (Original Karaoke)

## 収録アルバム
- Pure（#1、1stアルバム）
- HIT COLLECTION -CONFIDENCE-（#1、ベストアルバム）
- REMIX EDITION〜PAMELAHOLIC〜（#1、リミックスアルバム）
- complete of PAMELAH at the BEING studio（#1、非公認ベストアルバム）
- BEST OF BEST 1000 PAMELAH（#1、非公認ベストアルバム）